# 藤原高衡
藤原 高衡（ふじわら の たかひら）は、平安時代末期、鎌倉時代初期の奥州藤原氏の武将。奥州藤原氏第3代当主藤原秀衡の四男。名は隆衡とも。

## 生涯

### 本吉荘の荘司
父秀衡存命時においては、陸奥国桃生郡の本吉荘の荘司を務めていたとされる。この本吉荘は奥州藤原氏に限って言えば、高衡の祖父で奥州藤原氏2代当主・基衡との関わりでよく知られる。当時本吉荘は藤原摂関家領だったが「悪左府」と呼ばれた左大臣藤原頼長が、本吉荘を含む東北にあった自分の5つの荘園の年貢の大幅な増徴を命じた。これに対して基衡は5年以上に亘って頑として首を縦に振らず、結局頼長が当初の要求よりも上げ幅を大幅に小さくしたことでようやく両者の交渉が妥結し、頼長を悔しがらせている。頼長が保元の乱で敗死した後、本吉荘は当時の後白河上皇の後院領となったため、高衡は院ともつながりを持っていた可能性がある。当時、この本吉荘は金が多く産出され、奥州藤原氏の外交の一翼を担っていた。それだけではなく、気仙・磐井郡の海上の権益を制することによって、陸奥北部の海岸地域を支配下に置くという重要な側面があった。また、高衡以外の子息の名乗りは平泉内の宅の地名に由来している。高衡だけが同じ平泉内に宅を構えながらも、その名乗りは遥か遠い本吉荘からとられている。これだけでも秀衡の6人の息子の中で高衡が特別な立場にあったことを示すものであろう。

### 奥州合戦以前の事跡
秀衡死後4代目となった次兄の泰衡は文治5年（1189年）閏4月30日に源義経を討ち、それに前後して、高衡を除く弟達（忠衡、通衡、頼衡）を殺害している。6月13日、高衡が義経の首を鎌倉に持参し、和田義盛と梶原景時が実検した（吾妻鏡）。なお、高衡が泰衡に殺害されなかった理由は上記のように、高衡が荘司を務めていた本吉荘が外交上、重要な拠点であったことや高衡自身が泰衡に同調して泰衡派となり、忠衡といった義経派と対立していたということが推測できるが、それらを傍証する史料が皆無である為、不明としか言いようがない。

### 奥州合戦と降伏
その後、奥州藤原氏と源頼朝の間で奥州合戦が勃発。長兄の国衡は8月8日の阿津賀志山の戦いに参戦し3日間に渡り善戦するも敗北、8月10日に戦死した。泰衡は国衡敗北・戦死の知らせを受けて逃亡するが9月3日に数代の郎党である河田次郎の裏切りに遭い滅亡する。高衡は9月18日に下河辺行平を通じて降伏し捕虜となった。そのため、秀衡の6人の息子かつ奥州合戦に参戦した3人の秀衡の息子（国衡、泰衡、高衡）の中では奥州合戦を唯一生き延びた人物となり、鎌倉に護送された後、相模国に配流されたが、後に赦免され、梶原景時の取り成しで暫くは鎌倉幕府の客将のような存在であったと言われる。なお、相模国は梶原氏の所領であり、その関係で景時が高衡を取り成したとも考えられるがはっきりしない。そして、水田が少なく、関東武士団には統治が難しい気仙郡（宮城県北部、岩手県南部沿岸、現在の陸前高田市）を任されている。また、高衡の領地「本吉郡」には、源頼朝の死後、北条時政らに追われた、景時、梶原景季ら、梶原一門が梶原神社、早馬神社を中心に匿われている。これは頼朝が東北全域（特に安倍氏以来の北部）を支配できなかった証拠であり、この統治の為に高衡は生かされたと考えることもできるが不明である。

### 建仁の乱と最期
奥州合戦から12年後の正治3年（1201年）、城長茂らが幕府転覆を図った建仁の乱においては、謀叛の一味に加わり京に潜入する。長茂の決起が失敗すると、一味からの離脱を図り、亡父・秀衡と親交があった藤原範季の邸宅に逃げ込むが、結局仲間によって連れ戻され、最後は幕府の追っ手によって討ち取られた。高衡が討たれたことを聞いた範季は嘆息したという。没年齢については正確には不明だが、三兄・忠衡の生年（1167年）と没年齢（1189年で23歳）を考えると、それ以降の誕生と考えられるため、30歳前後で没したのではないかとの推測ができる。

## 本吉氏との関係
現在の岩手県南部から宮城県北部にかけての広大な所領を有した葛西氏は、奥州の戦国大名の雄として北の南部氏、西方の大崎氏、そして南方の伊達氏らと覇権を争った。しかし、戦国末期になると、領内の大身者（巨臣とも称される）である富沢氏・浜田氏・本吉氏・柏山氏ら諸氏が反乱を起し、戦国大名葛西氏の最後の当主晴信は、巨臣たちの反乱の鎮圧に忙殺された。
葛西氏に反抗を繰り返した本吉氏は、桓武平氏千葉氏の分かれだという。『千葉諸系図』によれば、千葉頼胤に六子があり、その四男正胤が本吉郡に入って本吉四郎を称したことに始まるとある。また『葛西盛衰記』には、葛西五世清信を祖にするとみえ「清信には長坂太郎、百岡二郎、江刺三郎、本吉四郎、浜田五郎、一関六郎の六子があり云々」と記されている。その他に本吉氏については、高衡が「本吉四郎」という通称であることから、高衡が祖であるという説もある。その説によれば、本吉氏が居城とした志津川城は、本吉四郎高衡の家臣志津見五郎が築いたことになっており、おそらく本吉郡は奥州（平泉）藤原氏系本吉氏が支配していたが、奥州合戦後、千葉氏系本吉氏がとって代わったものであると推測されている。

## 基盤地域について
高衡は本吉冠者あるいは本吉四郎と呼ばれている通り、ほぼ間違いなく宮城県の沿岸北部の本吉地域を基盤としていたことがうかがえる。実際、本吉地域には今も高衡に関する伝承が残っている。まず、本吉郡南三陸町志津川にある朝日館跡は、高衡の館跡とも伝えられている。朝日館跡の案内板には「藤原秀衡の四男本吉四郎高衡は本吉庄の荘園管理のため、ここ朝日館を根拠とした（1180年頃）と伝えられ（古城書上、封内風土記）、古来本吉金をはじめとする諸物産の重鎮となった所である」とある。志津川の南西に位置する標高372mの保呂羽山（ほろわさん）の山頂には保呂羽神社があるが、この神社には高衡が尊崇した旨の言い伝えがある。やはり南三陸町志津川にある大雄寺（だいおうじ、写真中）は高衡によって開基されたと伝えられている。また、荒沢神社には平泉の中尊寺で作成された紺紙金泥経の一巻が伝えられており、平泉との強いつながりを窺わせる。

## 嚢塵埃捨録の記述
江戸時代の文化8年（1811年）に成立した『嚢塵埃捨録』には、奥州合戦の折、本吉四郎高衡と日詰（樋爪）五郎頼衡、名取別当の金剛坊秀綱が高舘城に籠り、2万の兵で鎌倉軍を迎え撃ったとある。高衡と共に高舘城に籠ったとされる日詰五郎頼衡という人物については、日詰五郎という名前からは五郎沼の名前の由来とされる樋爪五郎季衡を連想させるが、頼衡という名前は秀衡の六男の名前でもある。『尊卑分脈』によれば頼衡は奥州合戦の前にひいては義経の死の2ヶ月前に泰衡によって討たれたことになっているので、高舘城に籠った人物はその頼衡ではなく、日詰という姓が冠せられていることから、樋爪一族の誰かであったと考えられる。また、名取別当の金剛坊秀綱については、阿津賀志山の戦いの時に国衡と共に鎌倉軍を迎え撃った金剛別当秀綱と同一人物と思われるが、『吾妻鏡』によれば金剛別当秀綱は阿津賀志山の戦いで討ち取られたことになっている。
ただ、『吾妻鏡』の記述には混乱も見られ、やはり討ち取られたことになっている佐藤庄司基治が、合戦後赦免されたとの記述もある。基治については、『吾妻鏡』以外の書物でも『信達一統誌』では生け捕りの後赦免され、後に大鳥城で卒去したとあり、『大木戸合戦記』にも捕虜となり、宇都宮の本陣に送られたとある一方、『観述聞老志』や『封内名蹟志』では奥州合戦で戦死したとあり、真相は不明である。従って、金剛別当秀綱についても、阿津賀志山で戦死せず、逃れて高衡の籠る高舘城に合流した可能性はあると言える。
ちなみに、この高舘山には熊野那智神社もある。名取市高舘地区には他に熊野新宮社と熊野本宮社があり、紀州同様、熊野三山が揃っている。文治五年奥州合戦の折、「泰衡一方後見」と記される熊野別当、そして名取郡司が捕縛され、後に放免されているが、この名取という地域、そして熊野神社も奥州藤原氏を支えた一勢力であったことが窺える。

## 平泉志の記述
明治初期に著された『平泉志』には、「本吉冠者隆衡は数箇所に奮戦し、平泉没落の際に俘虜となりて降を請ひければ（文治5年9月18日）、賴朝卿其武勇を愛惜せられて死を免し相模國に配流せらる」とある。高衡が相模国に配流となったことは『吾妻鏡』にも記載があるが、それ以外のことについては『吾妻鏡』にはない記載である。この『平泉志』の記載が事実であれば、高衡は奥州合戦で高舘城での戦いだけでなく何度か転戦し、しかも頼朝からその武勇を惜しまれるくらいの戦いぶりをしたということになる。『平泉志』は後世の記録物である為、高衡と頼朝に関するこの記述は容易く信頼できないが、大河兼任の乱の戦況報告を聞いていた頼朝はその報告中に橘公業討ち死に・由利維平逃亡とあったことに対し、2人の性格から由利維平討死・橘公業逃亡の間違いだろうと推察した。翌日、後発の詳細報告が到着し、頼朝の推察通りであったことからその場にいた一同は感嘆したという（『吾妻鏡』建久元年正月18日、19日条）。頼朝が御家人それぞれの性格を熟知していたことの例として知られる。このように頼朝の人を見抜く目は確かであったことから、高衡に関しても、その人物像を見抜いていたと考えて何ら不思議なことではない為、この記述は安易に肯定もできないが、かといって安易に無視することもできない。また、高衡は院と繋がりを持っていた可能性も存在する為、その関係上、助命・配流の処分となったのかもしれない。

## その他
宮城県南三陸町と北隣の気仙沼市とにまたがる標高512mの田束山（たつがねさん）は古くから霊峰として知られ、三代秀衡が篤く信仰した山と伝えられる。安元年間（1175年～1177年）に秀衡によって再興され、山上の羽黒山清水寺、山腹の田束山寂光寺、北嶺の幌羽山金峰寺などは七堂伽藍の壮麗な構えとなり、新たに七十余坊を設けたと言われる。この時代、山中には大小の48の寺院があり、坊は旧来のものと併せて100を越えたとされる。そして、秀衡は高衡に命じて山神祭礼を司らせたと言われる。山頂には平安時代末期のものとされる経塚が現存し、この付近は古くから「本吉荘」と呼ばれ、特に金を多く産出していた為、秀衡もこの荘園を重要視し、四男である高衡に管理させていたと考えられており、がりが見て取れる。他にも宮城県南三陸町志津川にある大雄寺は寺伝のよると鎌倉時代初期、高衡が創建したといわれている。このように本吉地域には高衡や奥州藤原氏に関する伝承が数多く残っているのである。
また、高衡が歴史上表に現れた場面は他にもあると推測されている。それは義経が木曾義仲と戦った宇治川の戦いにおける梶原景季と佐々木高綱の有名な先陣争いの場面である。「源平盛衰記」には、この2人が先陣を争って乗っていた馬がいずれも「陸奥国三戸立の馬」で、「秀衡が子に元能冠者が進たる也」とある。「元能」は「本吉」と同義で、名馬を鎌倉方に進上した人物が高衡のことであることは疑い得ない。
南三陸町志津川字沼田にある朝日館跡は、「本吉四郎冠者高衡」の居城であったと伝えられている。その後葛西氏の一族・本吉氏の居城となった。東西400メートル南北300メートルの丘陵を城跡としている。